# Alexander Schrijver
Alexander (Lex) Schrijver (Amsterdam, 4 mei 1948) is een Nederlands wiskundige verbonden aan het Centrum voor Wiskunde en Informatica (CWI) in Amsterdam. In 2005 ontving hij de prestigieuze Spinozapremie. 
Schrijver is een expert op het gebied van combinatorische optimalisatie, de combinatie van algoritmiek en combinatoriek. Zo berekende hij bijvoorbeeld volgens welke dienstregeling het treinverkeer in Nederland het efficiëntst kan verlopen.
Sinds 1993 is hij een van de hoofdredacteuren van het wetenschappelijk tijdschrift Combinatorica.

## Biografie
Schrijver ontving zijn doctorsgraad in 1977 van de Vrije Universiteit Amsterdam, onder begeleiding van zijn promotor Pieter Cornelis Baayen. Hij werkte voor het Centrum Wiskunde & Informatica (CWI), destijds Mathematisch Centrum geheten, van 1973 tot 1979, en was hoogleraar aan Tilburg University van 1983 tot 1989. In dat jaar ging hij weer voor het CWI werken. Daarnaast is hij sinds 1990 deeltijdhoogleraar in de discrete wiskunde en optimalisering aan de Universiteit van Amsterdam.

## Prijzen en erkenningen
In 2005 won Schrijver de Spinozapremie van NWO voor zijn "voortreffelijke, baanbrekende en inspirerende onderzoek op het gebied van combinatoriek en algoritmiek". Datzelfde jaar werd hij benoemd tot ridder in de Orde van de Nederlandse Leeuw.
Hij won de SIGMA-prijs van SURFnet in 2008 voor het wiskundig onderwijsproject DisWis, waarmee Schrijver een deel van zijn Spinozaprijsgeld inzette voor de popularisering van wiskunde op Nederlandse middelbare scholen.
Hij werd in 1995 lid van de Koninklijke Nederlandse Akademie van Wetenschappen en in 2005 van de Nordrhein-Westfälische Akademie der Wissenschaften und der Künste. Hij werd opgenomen in de Deutsche Akademie der Wissenschaften Leopoldina in 2006 en de Academia Europaea in 2008.
Schrijver ontving tweemaal de Fulkerson Prize van het American Mathematical Society (in 1982 en 2003), de Dantzig Prize van het Mathematical Programming Society en Society for Industrial and Applied Mathematics (2003) en tweemaal de Frederick W. Lanchester Prize van het Amerikaanse Institute for Operations Research and the Management Sciences (INFORMS), in 1987 en 2004. In 2006 kreeg hij de John von Neumann Theory Prize van INFORMS, en in 2008 werd zijn onderzoek, samen met Adri Steenbeek, naar een efficiëntere dienstregeling van de Nederlandse Spoorwegen, bekroond door INFORMS met een Franz Edelman Award for Achievement in Operations Research and the Management Sciences.
In 2002 kreeg Schrijver een eredoctoraat van de Universiteit van Waterloo in Canada en in 2011 een eredoctoraat van de Loránd Eötvös-universiteit in Hongarije.

### Boeken
- Theory of Linear and Integer Programming (Wiley, 1986, herdruk 1998, ISBN 9780471982326)
- Geometric Algorithms and Combinatorial Optimization (Springer, 1988, ISBN 9783540136248)
- Combinatorial Optimization (met William J. Cook, William H. Cunningham & William R. Pulleyblank, Wiley and Sons, Wiley Series in Discrete Mathematics and Optimization 33, 1998, herdruk 2011, ISBN 9781118031391)
- Combinatorial Optimization: Polyhedra and Efficiency (Springer, Algorithms and Combinatorics 24, 2003, ISBN 9783540443896)